# Три жени
„Три жени“ (на испански: Tres mujeres) е мексиканска теленовела, продуцирана за Телевиса, дебютна на продуцента Роберто Ернандес Васкес, от 1999 – 2000 г. Това е и първата теленовела, чиято оригинална история е създадена от Марта Карийо и Кристина Гарсия.
В главните роли са Ерика Буенфил, Кариме Лосано, Норма Ерера, Хорхе Салинас, Алексис Аяла и Педро Армендарис мл., а в отрицателните – Арлет Теран, Нюрка Маркос, Серхио Сендел, Алехандро Камачо, Рене Касадос, Рикардо Далмачи, Галилеа Монтихо и Лаура Флорес.

## Сюжет
Фатима Уриарте е жена със силна воля. Тя е най-малката след сестра си Барбара и брат си Сантяго. Очевидно, Уриарте е идеално семейство, но техните взаимоотношения са обагрени с омраза, завист и чувство на неудовлетвореност. Фатима има само подкрепата на баща си, докато останалите членове на семейството, изглежда, винаги са срещу нея.
Фатима има връзка с Адриан, амбициозен мъж, ревнив и избухив, който прикрива връзката си с Бренда, неговата асистентка. Разочарована от поведението на приятеля си, Фатима е привлечена от Себастиан, син на шефа на Адриан.
Барбара живее със съпруга си Марио и дъщеря им Монсе. Обаче, Барбара е обсебена от идеята да има още деца. След като претърпява спонтанен аборт, тя е съкрушена, отчуждава се от съпруга си и започва връзка с друг мъж.
Грета в миналото си е изживяла истинската любов, но я е загубила. Изглежда, животът ѝ дава втори шанс в лицето на бащата на Себастиан.
Фатима, Барбара и Грега са три жени, които се разкъсват между две любови. Всяка, по свой начин, трябва да намери пътя към щастието.

## Актьори
Част от актьорския състав:
- Ерика Буенфил – Барбара Уриарте Саралди
- Алексис Аяла – Даниел Субири Санчес
- Кариме Лосано – Фатима Уриарте Саралди
- Хорхе Салинас – Себастиан Мендес Морисън
- Норма Ерера – Greta Saraldi de Uriarte
- Педро Армендарис мл. – Федерико Мендес
- Гилермо Капетийо – Мануел
- Ана Берта Еспин – Лусия Санчес
- Кета Лават – Сусана
- Патрисио Кастийо – Гонсало Уриарте
- Армандо Араиса – Сантяго Уриарте Саралди
- Серхио Сендел – Адриан де ла Фуенте
- Алехандро Томаси – Марио Еспиноса Санчес
- Арлет Теран – Бренда Муньос
- Галилеа Монтихо – Марикрус Руис
- Раул Рамирес – Франк Мински
- Едуардо Верастеги – Рамиро Белмонт

## Премиера
Премиерата на Три жени е на 22 март 1999 г. по Canal de las Estrellas. Последният 280. епизод е излъчен на 14 април 2000 г.

## В България
Сериалът е излъчен в България по телевизия MSat, съдържа 135 епизода и е озвучен на български език.

## Версии
- Моята вечна любов, мексиканска теленовела, адаптирана от Марта Карийо и Кристина Гарсия, режисирана от Луис Едуардо Рейес и Нелиньо Акоста и продуцирана от Карлос Морено Лагийо за ТелевисаУнивисион през 2024 г., с участието на Летисия Калдерон, Карла Ескивел и Хуана Ариас.